# Computerwelt
| Оценки критиков               | Оценки критиков |
| Источник                      | Оценка          |
| ----------------------------- | --------------- |
| AllMusic                      | [ 1 ]           |
| Drowned in Sound              | 10/10           |
| Encyclopedia of Popular Music | [ 4 ]           |
| The Guardian                  | [ 5 ]           |
| Mojo                          | [ 6 ]           |
| Q                             | [ 7 ]           |
| The Rolling Stone Album Guide | [ 8 ]           |
| Select                        | 4/5             |
| Uncut                         | [ 10 ]          |
| The Village Voice             | B               |

Computerwelt (с нем. — «Компьютерный мир») — восьмой студийный альбом немецкой электронной группы Kraftwerk, вышедший в 1981 году.

## Об альбоме
Это пятый, начиная с «Autobahn» (1974), концептуальный альбом группы, посвящённый на этот раз миру компьютеров, калькуляторов и цифр. Ко времени выхода «Computerwelt» поп-музыка насчитывала уже десятки добившихся успеха электронных коллективов, которые, взяв на вооружение предыдущие идеи Kraftwerk, вывели их на следующий уровень; на этом фоне альбом Kraftwerk не был настолько революционным. В аспекте творчества группы пластинка, тем не менее, считается сильной, не в последнюю очередь благодаря новаторским ритмам.
Год спустя ритм песни «Nummern» («Numbers») и мелодия «Trans-Europa Express» из одноимённого альбома были использованы в композиции Африки Бамбата «Planet Rock», которая оказала большое влияние на дальнейшее развитие хип-хопа и электро.

## Обложка
На лицевой стороне помещено чёрно-жёлтое изображение компьютерного терминала Hazeltine 1500 с четырьмя портретами участников коллектива.

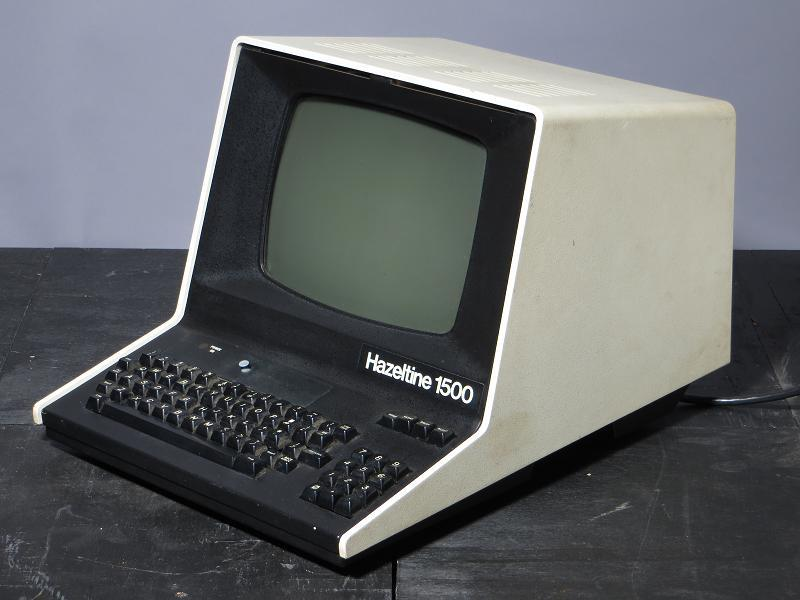
Компьютерный Терминал Hazeltine 1500

## Список композиций

### Немецкая версия
1. «Computerwelt» — 5:05
2. «Taschenrechner» — 5:00
3. «Nummern» — 3:00
4. «Computerwelt 2» — 3:30
5. «Computerliebe» — 7:00
6. «Heimcomputer» — 6:00
7. «It’s More Fun to Compute» — 4:15

### Английская версия
1. «Computer World» — 5:05
2. «Pocket Calculator» — 4:55
3. «Numbers» — 3:19
4. «Computer World 2» — 3:21
5. «Computer Love» — 7:15
6. «Home Computer» — 6:17
7. «It’s More Fun to Compute» — 4:13

### Французская версия
1. «Computer World» — 5:05
2. «Minicalculateur» — 4:55
3. «Numbers» — 3:00
4. «Computer World 2» — 3:30
5. «Computer Love» — 7:00
6. «Home Computer» — 6:00
7. «It’s More Fun to Compute» — 4:15

## Альбомные синглы
- Taschenrechner / Dentaku (1981)
- Computerwelt 1 (Special Mix) / Nummern / Computerwelt 2 (1982)

## Участники записи
- Ральф Хюттер — голос, вокодер, синтезатор, оркестровки, аналоговый секвенсор Synthanorma Sequenzer, клавишные, электроника, продюсер
- Флориан Шнайдер — вокодер, speech synthesis, синтезатор, электроника, продюсер
- Карл Бартос — электронная перкуссия
- Guenter Spachtholz — инженер

## Позиции в хит-парадах
| Страна            | Наивысшая позиция | Пребывание в чарте | Источник (-и) |
| ----------------- | ----------------- | ------------------ | ------------- |
| Австрия           | 14                | 8 недель           | [ 12 ]        |
| Великобритания    | 15                | 22 недели          | [ 13 ]        |
| Западная Германия | 7                 | 24 недели          | [ 14 ] [ 15 ] |
| Новой Зеландия    | 28                | 4 недели           | [ 16 ]        |
| США               | 72                | N/A                | [ 17 ]        |
| Швеция            | 27                | 4 недели           | [ 18 ]        |